# Michael Gulezian

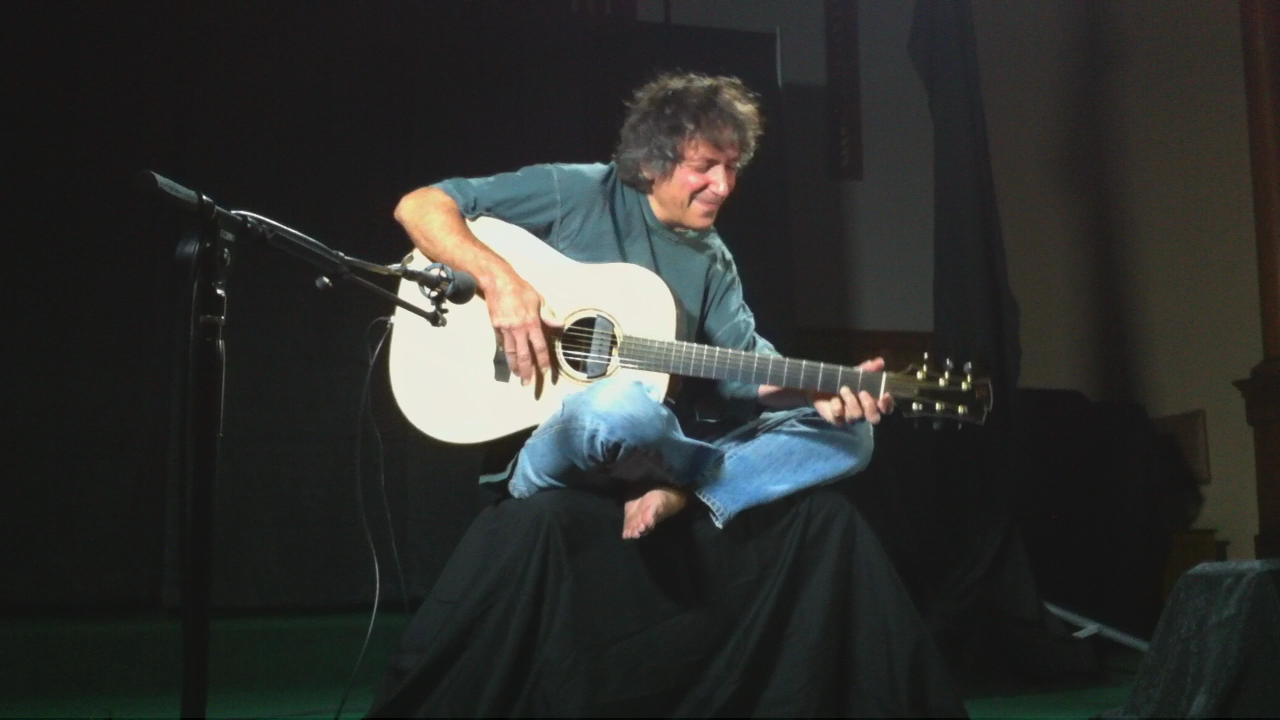
Michael Gulezian

Michael Gulezian (* 1957 in Newark, New Jersey) ist ein US-amerikanischer Fingerstyle-Gitarrist.

## Leben
Michael Gulezians Eltern waren armenische Immigranten. Seine Mutter hatte einen Abschluss von der Akademie für Modedesign in Paris, sein Vater war ein Musikwissenschaftler mit dem Spezialgebiet Ägyptische Musik und veröffentlichte Aufnahmen bei dem Plattenlabel Lyrichord Records.
Gulezian begann mit sechs Jahren, Gitarre zu spielen. Er hatte niemals Gitarrenunterricht, lernte jedoch gründlich die Spielweise der klassischen Gitarre. Seine Mutter sang armenische Volkslieder, sein Vater spielte Oud. So war Gulezian während seiner Kindheit und Jugend sowohl nahöstlichen und armenischen Musiktraditionen, klassischer indischer und chinesischer Musik und improvisierten Ragas als auch westlicher Musik wie Rock, Jazz und gregorianischer Musik ausgesetzt. 1965 zog die Familie nach Tucson, Arizona.
Als junger Gitarrist war er beeindruckt von den frühen Mississippi Delta – Fingerstyle – Gitarristen wie John Hurt, Bukka White, Blind Blake, Son House, Reverend Gary Davis und Robert Johnson. Später entdeckte er die Musik von John Fahey, Leo Kottke und Michael Hedges und erweiterte seinen musikalischen Horizont, indem er Keith Jarrett, John McLaughlin, Ravi Shankar oder Sun Ra hörte.
Gulezian besuchte die Highschool Holy Cross Abbey in Colorado. Er las Joseph Campbell, Carl Gustav Jung, und James Joyce, was seine Wahrnehmung von Musik und Sprache stark beeinflusste. Während er noch auf der Highschool war, stellte der amerikanische Gitarrist Robbie Basho, dem er während eines Konzerts eines seiner eigenen Stücke vorspielte, den Kontakt zu John Fahey her. Fahey gab Gulezian einen Vertrag an seinem Plattenlabel Takoma Records. Nachdem er das 1979 von Gulezian selbst produzierte Erstlingsalbum Snow hörte, wollte er dieses auch auf seinem eigenen Label veröffentlichen. Mit einigen Änderungen wurde es 1980 unter dem Namen Unspoken Intentions publiziert und erntete gute Kritiken, so nannte es der amerikanische Gitarrist Michael Hedges als ein wichtiges Vorbild. DasTakoma Label ging 1985 bankrott und Gulezian war desillusioniert, was die Musikindustrie anbetraf. Er begann mit dem Studium an der University of Arizona mit Schwerpunkt in Unternehmenswissenschaft und Marketing und schloss sein Studium 1987 mit akademischen Ehren ab.
Nach seinem Abschluss wandte er sich wieder der Musik zu, gründete das Indie – Label Timbreline Music und veröffentlichte 1992 sein drittes Album Distant Memories & Dreams. Er begann wieder auf Tournee zu gehen und gab 1994 sein viertes Album The Dare of an Angel heraus. 1997 zog Gulezian nach Nashville, Tennessee. 2002 erschien sein Takoma – Album Unspoken Intentions in einer Neuauflage. Seine fünfte CD Language of the Flame wurde 2003 veröffentlicht und für den Grammy Award nominiert, 2005 gefolgt von seinem ebenfalls Grammy – nominierten Livealbum Concert at St. Olaf College.
Gulezian ist viel in den USA unterwegs und veranstaltet Gitarren-Workshops, hauptsächlich konzentriert er sich jedoch auf Konzerte und Auftritte. Michael Gulezian ist verheiratet und lebt wieder in Tucson, Arizona.

## Diskografie
- Snow (1979, Aardvark Records)
- Unspoken Intentions (1980, Takoma/Fantasy)
- Distant Memories and Dreams (1990, Timbreline Music)
- The Dare Of An Angel (1994, Timbreline Music)
- Language of the Flame (2003, Timbreline Music)
- Concert at St. Olaf College (2005, Timbreline Music)

### Kollaborationen, Kompilationen
- Revenge of Blind Joe Death: The John Fahey Tribute Album (2006, Fantasy Records)
- Lights Out 9 (2004, KINK FM 102/Boyd Coffee Company)
- 156 Strings: Nineteen Totally Original Acoustic Guitarists (2002, Cuneiform)
- Takoma Eclectic Vol. 2 (1998, Takoma Records)
- Takoma Slide (1999, Takoma Records)
- Bridges 9 (2003, Pennsylvania Public Radio Associates)
- The KUMD Sessions: Live from the Music Room #2 (2003, KUMD)
- Lights Out 5 (1995, KINK FM 102)
- Lágrimas de arpa y luna (1996, Resistencia)

### Bücher, Noten
- Ian and Nisa. Einzeltranskription (2004, Stropes Editions)
- Between the Strings – The Secret Lives of Guitars (2004, Mel Bay Publications)